# Expérimentation assistée par ordinateur
 (avril 2023).
Si vous disposez d'ouvrages ou d'articles de référence ou si vous connaissez des sites web de qualité traitant du thème abordé ici, merci de compléter l'article en donnant les références utiles à sa vérifiabilité et en les liant à la section « Notes et références ».
L'expérimentation assistée par ordinateur (ExAO) est une méthode de réalisation et d'exploitation de mesures utilisant l'ordinateur. Elle est un domaine important d'utilisation des TICE en sciences expérimentales et en particulier pour les établissements secondaires et universitaires français. La terminologie « officielle », ATIDEX, est devenue marginale. 

## Développement
Rendue possible par la création d'interfaces simples pouvant se connecter sur les micro-ordinateurs dès les années 1980 (réalisation du laboratoire d'informatique du CNAM et d'une équipe à l'INRP), l'idée était de pouvoir, à l'instar de ce qui se fait dans les laboratoires, utiliser des moyens informatisés de mesure et de traitement de données. Le groupe Évariste du CNAM a ainsi joué un rôle important dans le développement institutionnel de l'ExAO.

## Composition
Une chaîne d'ExAO comprend typiquement : un capteur faisant d'une grandeur physique mesurable une tension électrique, une interface d'acquisition  (convertisseur analogique-numérique) et un ordinateur permettant la mémorisation et le traitement des mesures grâce à des logiciels dédiés. Ces logiciels permettent d'effectuer de façon automatique de nombreux calculs : dérivation, intégration, modélisation, lissage, intégration d'équations différentielles, analyse spectrale, notamment. L'intérêt résidant dans le nombre important de données qui peuvent être traitées dans un temps imparti, un facteur de qualité du système est sa fréquence d'échantillonnage.  
La vidéomécanique s'est largement répandue dans les années 2000 comme une variante de l'ExAO. L'interface n'est autre qu'une webcam. Un mini-film d'un objet en mouvement est réalisé, puis les positions successives de ce mobile sont pointées image par image. Ces données servent à en calculer la vitesse et l'accélération.
Une dernière façon d'utiliser l'ordinateur pour confronter le modèle à la réalité est d'avoir recours à un simulateur. Celui-ci permet de faire une prédiction qui se vérifie par un fait expérimental (la crédibilité du modèle est renforcée. Dans le cas contraire, le modèle doit être alors modifié ou complété).

## Pédagogie
Du point de vue pédagogique, l'idée est de pouvoir mettre en place de réelles activités de modélisation (avec des fonctions mathématiques non limitées à des droites) et de donner accès à un outil d'investigation performant. Ainsi, les systèmes ExAO modernes intègrent un tableur-grapheur dédié. 
Les établissements scolaires sont désormais largement équipés de ces dispositifs utilisés en travaux pratiques et vendus par de nombreux fournisseurs. Les programmes officiels des classes de lycée et collège, invitent à avoir recours à ces ressources informatisées et les concours de recrutement des enseignants des disciplines scientifiques comportent des épreuves imposant au candidat de maîtriser un dispositif d'ExAO ainsi que le traitement des données recueillies. Jusqu'en 2010, l'enseignement d'exploration Mesures physiques et informatique (MPI) proposé en classe de seconde était centré sur la conception, l'analyse et la réalisation d'une chaîne de mesures informatisée. Depuis la réforme du lycée général et technologique français entrée en vigueur en septembre 2010, tous les programmes des disciplines scientifiques mentionnent l'importance de l'expérimentation assistée par ordinateur et du traitement numérique des données recueillies. Dans les lycées professionnels français, l'EXAO est obligatoire pour les baccalauréats du domaine industriel depuis la session de juin 2008. Ces utilisations ne sont évidemment pas réservées à l'enseignement français : les dispositifs équivalents de "data logging" ont été développés en Angleterre, Allemagne, États-Unis, etc.

## Difficultés matériel/logiciel
Très souvent les logiciels sont liés à un seul type de matériel : le fabricant de matériel propose, gratuitement ou non, le logiciel capable d'exploiter son interface ou son appareil de mesure, mais ce logiciel n'est pas capable de faire des mesures ou de commander des actionneurs d'autres matériels provenant de fournisseurs concurrents.
Cette incompatibilité provoque des difficultés de divers ordres, pédagogiques, économiques et scientifiques :
- Difficultés pédagogiques : il est compliqué d'avoir dans une même salle, pour un même groupe de travaux pratiques, plusieurs matériels et logiciels différents. Il est difficile pour l'enseignant de dire à certains élèves de cliquer sur une sous-option d'un menu, et à d'autres élèves d'ouvrir une boite de dialogue et de choisir telle autre option. Il est difficile pour les élèves de s'habituer à un logiciel lors d'une première séance de TP, et de devoir changer lors de la séance suivante.
- Difficultés économiques : pour résoudre les difficultés pédagogiques, le plus simple est d'avoir une combinaison matériel/logiciel unique dans une même salle de travaux pratiques. Mais au bout de quelques années, il est probable que certains matériels seront en panne et l'entreprise vendeuse ne les proposera plus à la vente. Il faudra donc renouveler la totalité du matériel Exao de la salle en question, ce qui représente plusieurs dizaines de milliers d'euros ; le reste de l'ancien matériel, bien que fonctionnel, restera inutilisé dans un placard en attendant d'être éliminé.
- Difficultés scientifiques : pour avoir de bonnes mesures, il est souhaitable d'utiliser le meilleur matériel possible, pour différentes grandeurs mesurées. Par exemple, pour des mesures d'écologie ou de thermochimie, il peut être utile de mesurer simultanément le pH d'un liquide avec un très bon pH-mètre et sa température avec un très bon thermomètre. Si les vendeurs des deux appareils sont différents, les logiciels pour faire les mesures sont différents, et il n'est pas possible de faire simultanément, et d'enregistrer dans un même fichier, les mesures de pH et de température.

Quelques logiciels polyvalents ont été développés, et peuvent fonctionner avec divers matériels, notamment lorsque ces matériels ont une communication assez simple par voie série (ou USB) :
- Régressi (en français) est fondamentalement un logiciel de modélisation de mesures scientifiques, mais il est lié à de nombreux modules exécutables pouvant réaliser des mesures sur divers appareils.
- Datalyse (en anglais et danois) est un logiciel de mesure pouvant fonctionner avec plusieurs dizaines d'appareils.

- Mensura (en français et d'autres langues) est un logiciel libre associant une application exécutable à un système de "pilotes d'appareils de mesure" qui sont des bibliothèques à liaison dynamique. Applications et pilotes sont plus développés sous Windows, mais existent aussi sous Linux. Il existe des pilotes pour plusieurs dizaines d'appareils de mesure.